# Nedjma
A Nedjma Káteb Jászín algériai író regénye, melyet 1956-ban adtak ki Párizsban, mikor Algéria még Franciaország része volt. Az író saját bevallása szerint azért írta a regényt, hogy megmutassa a francia embereknek, milyen Algéria.

## Története
|  | Alább a cselekmény részletei következnek! |

A műben végig fellelhető a gyarmatosítók jelenléte. Négy fiatal (Rachide, Mourad, Lakhdar és Mustapha) elhagyja törzsét (Keblout), hogy a városban szerencsét próbáljon. Ezt a folyamatot, hogy a törzsek daradokra szakadnak, felgyorsította a francia gyarmatosítás. Ellentét húzódik a vidékiek és a városiak között, éppúgy, mint a franciák és a helyi lakosság között. A muzulmán ünnepek be vannak tiltva és kijárási tilalom van érvényben, mely szerint este tíz után bárkit letartóztathatnak az utcán. Az események ezen négy fiatal köré csoportosulnak. ők egy generáció képviselői, az ő szemszögükből ismerjük meg a kor Algériáját. Katebet leginkább az egyének közös tulajdonságai érdeklik. Ezek a fiatalok hasonlítanak egymáshoz, szerepeik egymáséval felcserélhetők, életük párhuzamosan halad előre, mind átmennek ugyanazon a dolgon, legfejjebb különböző időben. Például mindegyikőjük kerül legalább egyszer börtönbe, és mind szerelmesek Nedjmába.
Képet kapunk két fajta oktatási intézményről. Rachid a médersába járt (az egyetlen iskola, ahol arabul lehet tanulni), a többi három francia iskolákba.
Nedjma a regény központi alakja, csak egyszer szólal meg, személye végig rejtély marad. Nedjma (neve csillagot jelent), egy francia nő lánya, a regény több szereplőjével, a négy unokatestvérrel folytat szerelmi viszonyt.
|  | Itt a vége a cselekmény részletezésének! |

## Szerkezet
Káteb minden terv nélkül látott hozzá a regénynek. A mű szerkezete elég összetett és könnyen félrevezetheti az olvasót. Az időrend össze van zavarva, a mesélő folyamatosan változik a négy fiatal és egy külső szemlélő között. A Koránhoz hasonló ciklikus szerkezet ellenére Kateb tagadja, hogy hatással lett volna művére az iszlám. Emiatt a felépítés miatt gyakran hasonlítják még az amerikai William Faulkner „A hang és a téboly” című művéhez. Hat részre van felosztva az írás, melyek tizenkettő illetve huszonnégy fejezetre vannak tovább felosztva. Nehéz lenne találni bárminemű egységet a regény stílusát vagy tónusát illetően.

## Szereplők
- Nedjma – Egy francia nő lánya, akit Lella Fatma nevel. Férje Kamel, aki lehet, hogy egyben a testvére is. Az apja kiléte bizonytalan: lehet Si Mokhtar és Rachide apja is. Si Mokhtar és Rachide visszaviszi őt a Keblout törzshöz.
- Rachid – Az árvaság szimbóluma, mikor született, apja már meg is halt. Keresi az apa képét, akit meg is talál Si Mokhtár személyében. Vele együtt kel zarándokútra Mekka felé, de céljukat nem érik el. Arab nyelvű oktatásban részesül, de az iskolából kirúgják. A klinikán találkozik Nedjmával.
- Lakhdar – Mourad testvére, Sidi Ahmed fia. Letartóztatják a május 8-ai felvonulás után. A börtönben megkínozzák.
- Mourad – Lakhdar testvére. Megöli M. Ricardot és börtönbe kerül. Az ő kését adják el, hogy megünnepelhessék testvére szabadulását.
- Mustapha – Rachid, Lakhdar és Mourad unokatestvére. Őt is letartóztatják a május 8-ai tüntetés után.
- Si Mokhtar – Egy elveszett generáció utolsó képviselője. Halála egy kor végét jelenti. Úgy gondolja, ő Nedjma apja. Valószínűsíthető, hogy ő ölte meg Rachide apját.

## Lásd még
- Francia irodalom
- Frankofón irodalom